# Médéric Catudal
Médéric Catudal (24 novembre 1856-8 mai 1939) est un agent et homme politique fédéral du Québec.

## Biographie
Né à Napierville dans le Canada-Est, Médéric Catudal devient député du Parti libéral du Canada dans la circonscription fédérale de Napierville en 1882. Il ne se représente pas en 1887.
Après s'être marié aux États-Unis, il immigre dans ce pays peu après la fin de son mandat. Dans le recensement américain de 1900, il vécut à Campbell dans le Nebraska et en 1910, il a résidé à Los Angeles en Californie.